# NGC 5574
NGC 5574 est une galaxie lenticulaire vue par la tranche et située dans la constellation de la Vierge. Sa vitesse par rapport au fond diffus cosmologique est de 1 830 ± 17 km/s, ce qui correspond à une distance de Hubble de 27,0 ± 1,9 Mpc (∼88,1 millions d'al). NGC 5574 a été découverte par l'astronome germano-britannique William Herschel en 1786.
NGC 5574 présente une large raie HI.
À ce jour, quatre mesures non basées sur le décalage vers le rouge (redshift) donnent une distance de 23,575 ± 4,656 Mpc (∼76,9 millions d'al), ce qui est à l'intérieur des valeurs de la distance de Hubble.

## Groupe de NGC 5566
Selon A. M. Garcia, NGC 5574 fait partie du groupe de NGC 5566 qui compte au moins six membres. Les cinq autres galaxies de la liste de Garcia sont NGC 5560, NGC 5566, NGC 5569, NGC 5576 et NGC 5577.
Sur le site « Un Atlas de l'Univers », Richard Powell mentionne aussi le groupe de NGC 5566, avec les mêmes six galaxies que celles de la liste de Garcia à laquelle il ajoute la galaxie UGC 9215. Ce groupe est également mentionné par Abraham Mahtessian, mais la galaxie NGC 5569 n'en fait étonnamment pas partie. Cependant, la galaxie UGC 9215 s'y trouve avec la désignation 1420+0157, une abréviation non conventionnelle et malheureuse pour CGCG 1420.90157.